# Перловська (платформа)
Перловська — зупинний пункт/пасажирська платформа Ярославського напрямку Московської залізниці у місті Митищі Московської області. Перший зупинний пункт поза Москвою на цьому напрямку.
Складається з трьох платформ, двох берегових і однієї острівної. На берегових платформах є навіси. Платформа на Москву зміщена на північ. Платформи з'єднуються мостом, поруч - наземний перехід з пішохідним світлофором. III колія платформи не має, зупинка електропоїздів при русі по ньому в Перловський неможлива.
Обладнана турнікетами (тільки берегові платформи). Острівна платформа використовувалася, в основному, до установки турнікетів, зараз не використовується.
Розташована в колишньому дачному селищі Перловка, нині сучасному районі масової забудови міста Митищі.
Час руху від Москва-Пасажирська-Ярославська 23 хвилини.